# Oxynotidae
Oxynotidae je menší čeleď hlubinných žraloků z řádu ostrouni (Squaliformes), pro které je typický vysoký hřbet a silný boční kýl mezi prsními a pánevními ploutvemi, který dává tělu v řezu trojúhelníkový tvar. Tato čeleď zahrnuje pouze jediný rod Oxynotus.

## Výskyt
Zástupci Oxynotidae jsou rozšířeni západním Pacifiku a západním a východním Atlantiku včetně Středozemního moře.

## Charakteristika
Typickým znakem čeledi je tělo s vysokým hřbetem, které je v průřezu takřka trojúhelníkové. Obě hřbetní ploutve jsou velmi vysoké, každá z nich má v přední části vysoký trn, který bývá z větší části ukryt v ploutvi, takže je viditelná jen menší část. První hřbetní ploutev přitom může začínat ještě před žaberními štěrbinami. Mezi prsními a pánevními ploutvemi na rozhraní boků a břicha je na každé straně těla posazen výrazný kýl. Kůže je velmi drsná. Čumák je tupý, ústa mají silné rty, nozdry jsou velké. Za očima se nachází obří spirakulum. Zuby horní čelisti jsou malé a špičaté, zuby dolní čelisti jsou silně stlačeny do pilkovitého ostří. Mají pouze 9–18 řad zubů.
Tito hlubinní žraloci jsou jen málo prozkoumáni. Nejsou patrně zdatnými plavci, vztlak zajišťují velká olejnatá játra. Živí se převážně bentickými druhy ryb a bezobratlých včetně červů, korýšů a měkkýšů.

## Systematika
Nejstarší fosilie jsou známy už z období pozdní křídy. Ve starších zdrojích se lze setkat s tím, že čeleď Oxynotidae je považována za podčeleď světlounovitých (Dalatiidae) a je tedy označována jako Oxynotinae – viz např. Nelson (1994). Do čeledi Oxynotidae je řazen pouze jeden rod Oxynotus a několik následujících druhů:
- rod Oxynotus
  - Oxynotus bruniensis – světloun australský
  - Oxynotus caribbaeus – světloun karibský
  - Oxynotus centrina – světloun ostnatý
  - Oxynotus japonicus – světloun japonský
  - Oxynotus paradoxus – světloun podivný
  - Oxynotus shubnikovi – světloun namibijský